# هادي بن قرملة
هادي بن غانم بن زعكان بن غانم بن حسن من السحمة من الجحادر من قحطان، أمير قبيلة قحطان.

## التسمية
سُمي هادي بن قرملة نسبة إلى أمه قرملة بنت شاهر آل دلعان من آل معلا من الخنافر من قحطان، بعد وفاة أبيه مبكراً حيث عاش يتيماً، والسبب في اشتهار اسم قرملة ونسيان اسم غانم، هو أن غانم توفي وهو شاب وكان ابنه هادي صغيراً فتولت والدته قرملة تربيته، فعرف عند جماعته الصبي ابن قرملة "هادي ولد قرملة"، فلا يعرف الا بأبن قرملة، ومثال ذلك في العرب كثير الذين نسبوا لأمهاتهم.

## مبايعته للإمام عبد العزيز بن محمد عام 1201 هـ
وفد هادي بن غانم المعروف بأمه قرملة من آل معلا الخنافر على عبد العزيز أناله الله في الدارين ما امله، وكان هادي إذ ذاك في الإسلام راغبا وللدخول في الايمان والتوحيد طالبا، وقد انشرح له صدره وتبين فيه حاله وامره، وبرق له من الدين بارق، ولمع منه له ضوء شارق قبل ان يعرف الحقائق ويسلك في أبيض الطرائق، فجاء مرغما لكل عدو منافق ومشرك ضال زاهق وهجر من كان محبا له مرافق ومن كان على الباطل مصادق، ولم يكن ذلك الوقت والحين في رئاسة قحطان من المعدودين ولا من كبارهم المشهورين، ولكنه ترأس بالدين وصار له الاقـبال من الإمام.

## معاركه

### مشاركته في وقعة غريميل على بني خالد عام 1204 هـ
في عام 1204هـ/1789م وقعت وقعة غريميل بجهة الأحساء على بني خالد قام الإمام عبد العزيز بن محمد بن سعود إمام الدرعية بتسيير ابنه سعود ومعه هادي بن قرمله شيخ قبيلة قحطان وابن سويط شيخ قبيلة الظفير ويقال معهم زيد بن عريعر آل حميد أحد شيوخ بني خالد نفسهم، بجيش كبير إلى بني خالد للهجوم عليهم وشيخهم آن ذاك دويحس بن عريعر وعبد المحسن بن سرداح والتقلى الطرفان في معركة دامية قُتل فيها الكثير من الفريقين، وانهزم فيها دويحس بن عريعر وعبد المحسن إلى المنتفق.

### وقعة على البقوم سنة 1208 هـ
اجتمع هادي بن قرمله رئيس قحطان ومعه محمد بن معيقل واهل الوشم ومطير وكثيرون من قبيلة الدواسر والسهول وغيرهم فاغاروا على قبائل البقوم واشتد القتال ثم انتصروا على البقوم وقتلوا عدة عقداء ورجال اخرين وغنموا غنائم كثيره منها ثلاثة آلاف بعير.[بحاجة لمصدر]

### مشاركته في وقعة الجمانية بين الأشراف والقوات النجدية سنة 1210 هـ
قرر الشريف غالب بن مساعد شريف مكة جمع جنوداً كثيرة من حاضرة الحجاز وبواديها ويقال أنه جعل أميرهم السيد ناصر بن سليمان. وسار من مكة ومعه مدفع ونزل عند ماء الجمانية قرب جبل النير في عالية نجد، لمقاتلة القبائل الموالية للإمام، ولما بلغ الخبر الإمام عبدالعزيز بن محمد بن سعود قام بإعداد قوة كبيرة من بادية نجد، فأمر الإمام بعض بوادي عتيبة بقيادة حمود بن ربيعان وبعض من بوادي مطير بقيادة فيصل بن وطبان الدويش وقبيلة الدواسر بحاضرتها وباديتها بقيادة ربيع بن زيد وأمر من بوادي سبيع والعجمان والسهول أن ينزلوا على هادي بن قرملة شيخ قحطان. ويضيف قائلا فالتقي الجمعان على مياه الجمانية في عالية نجد واقتتلوا قتالا شديداً وقتل كثيراً من الفريقين. وكادت المعركة أن تنجلي بدون حسم ولكن هادي بن قرمله ومن معه من قحطان والذين كانوا موتورين من الشريف غالب حملوا على جنود الشريف فهزمومهم وقتلوا منهم نحو ثلاثمائة وغنموا غنائم كثيرة ومدفعاً وانهزموا إلى أوطانهم

### وقعة على البقوم سنة 1212 هـ
غزا هادي بن قرملة بأمر من الإمام على البقوم في الحجاز فهزمهم وقتل منهم عدة رجال ثم بعد شهرين غزاهم وأخذ كثيرًا من الإبل والغنم.

### وقعة القنصلية بين الأشراف وقحطان وقبيلة الدواسر
غزا الشريف غالب بجنود كثيرة من الحاضرة وقصد قبائل قحطان ولما بلغ الإمام سعود ذلك أرسل بعض قواته لمساعدة هادي بن قرمله واتباعه من قحطان فاجتمعت قحطان بقيادة هادي بن قرملة وقبيلة الدواسر بقيادة ربيع بن زيد وصارت الهزيمة على هادي بن قرملة.[بحاجة لمصدر]

### مشاركته مع بعض القبائل في فتح الطائف سنة 1217 هـ
عندما قام عثمان المضايفي في ثورته على الشريف غالب استنجد من يليه من اتباع بن سعود من الحاضرة والبادية وسار هادي بن قرملة ومعه جيشه من قحطان، وبانتهاء العشر سنوات الأولى من هذه الفترة وبالتحديد سنة 1210 أكملت الدولة بسط نفوذها على جميع القبائل الواقعة في نجد أو على اطرافه. وهي السنة التي أكثر فيها هادي بن قرملة غزواته.[بحاجة لمصدر]

### مشاركته مع القبائل في صد الحملة المصرية الأولى معركة الصفراء سنة 1226 هـ
اجتمع الجنود العثمانيين بقيادة محمد علي باشا والي مصر آنذاك لدخول الحجاز حيث جمع جيش كثيفا وزوده بآلات الحرب والذخائر وأرسلَ على مقدّمته ابنه طوسون باشا. فلما سمع ابن سعود بمسيرهم على نواحي اتباعه امر الحاضرة والبادية من نجد والجنوب والحجاز وتهامة وغيرهم كقبائل حرب بقيادة بن مضيان الظاهري وأهل الوشم وأيضاً قبائل جهينة وغيرهم فسيّرهم الإمام سعود ونزل خيف الجُديدة المعروف بالمضيق في وادي الصفراء جنوب غرب المدينة المنورة واستعدوا لقتال العساكر المصرية فانهزمت العساكر المصرية لا يلوي على أحد وانكشفوا عن مخيمهم ومحطتهم وولوا مدبرين وتركوا المدافع وهي سبعة والخيام والثقل والرجال وكثير السلاح وفيها قتل هادي بن قرملة رئيس قحطان، وقُتل فيها دحيم بن بصيص المطيري.

## أبناؤه
- مبارك
- محمد
- عمر
- سعد.

## وفاته
توفي هادي بن قرملة في معركة الصفراء سنة 1226 هـ.